# Adolescenza

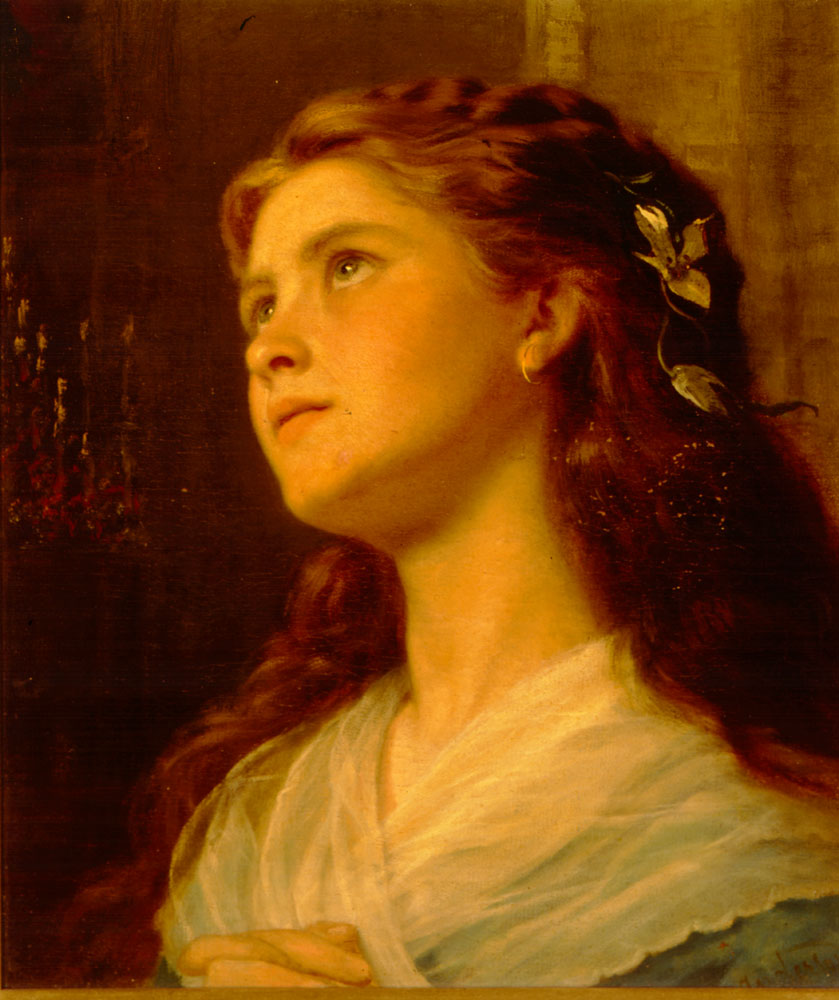
Ritratto di un'adolescente, dipinto di Sophie Gengembre Anderson

L'adolescenza (dal latino adolescentia, derivato dal verbo adolescĕre, crescere, da alĕre, 'nutrire') è quel tratto dell'età evolutiva caratterizzato dalla transizione dallo stato infantile a quello dell'individuo adulto. L'adolescenza si situa in genere nel secondo decennio di vita, anche se le sue espressioni fisiche, psicologiche e culturali possono iniziare prima e finire dopo tale lasso di tempo.

## I cambiamenti fisici
La pubertà è il risultato di notevoli variazioni ormonali che iniziano con una secrezione ipotalamica, la quale provoca una reazione ipofisaria che, a sua volta, provoca una stimolazione ormonale delle gonadi maschili e femminili. L'inizio della pubertà viene fissato convenzionalmente a dodici anni e mezzo - tredici anni per i maschi e a 10-11 anni per le femmine. La sua fine dovrebbe avvenire verso i 15 anni. Dopo quest'età inizia l'adolescenza vera e propria che cessa mediamente verso i 19-21 anni con la fine dell'accrescimento somatico.
Mentre la pubertà sta ad indicare l'età in cui il soggetto diventa capace di riprodursi, l'adolescenza pone l'accento sull'accrescimento somatico e sui cambiamenti intellettivi, affettivi e relazionali con i quali avviene il passaggio dall'età infantile a quella adulta.
Come si vede nell'inizio della pubertà vi è uno scarto di uno - due anni tra il maschio e la femmina. Si dice, infatti, che le femmine tendono a maturare prima dei maschi. Queste età possono fluttuare ampiamente in base a caratteristiche individuali, etniche e alla latitudine. Per tale motivo non vi dovrebbe essere alcun allarme se queste tappe non sono raggiunte nei termini indicati.
Quando inizia la pubertà avvengono alcuni cambiamenti nell'atteggiamento, nel comportamento e nel carattere del ragazzo e della ragazza. Anche a livello fisico si notano i segni esteriori delle modificazioni dell'assetto ormonale. Nelle femmine vi è l'aumento delle dimensioni dell'areola e del volume del seno, per ipertrofia del tessuto ghiandolare e connettivo. Si modifica la vulva e si sviluppano e colorano le piccole labbra. Compare la peluria che interessa inizialmente il pube e poi si diffonde nella zona inguinale e ascellare.
Le rapide modificazioni ormonali portano, tra gli altri, cambiamenti nello sviluppo corporeo: il cosiddetto "scatto di crescita", per cui le ragazze ed i ragazzi nel giro di qualche mese si allungano notevolmente. Si chiama "scatto di crescita" per le caratteristiche d'impetuosità. L'aumento della statura e del peso non avviene in modo graduale come avveniva nell'infanzia, ma si manifesta in modo rapido e massiccio. Lo scatto di crescita nelle femmine è di 7,5 cm il primo anno e di 5,5 cm il secondo anno. Nei maschi lo scatto di crescita è in media di 8,5 cm il primo anno e di 6,5 cm il secondo anno dello sviluppo puberale. Nella ragazza avvengono le prime mestruazioni (il menarca), e nel maschio le prime eiaculazioni. Questi eventi dovrebbero essere preparati ed accompagnati da un dialogo in cui i genitori o gli educatori pongano l'accento non solo sugli aspetti igienici o fisiologici legati alla maturazione sessuale, ma anche sugli aspetti sociali, morali ed etici, poiché le mestruazioni nelle ragazze e l'eiaculazione nei maschi sono indici dell'attività fisiologica delle ovaie, dell'utero e dei testicoli e stanno ad indicare la presenza della fertilità e quindi della possibilità di diventare madre se si è stata fecondata o padre se si feconda.

### Il rapporto con il proprio corpo e i cambiamenti psichici
Il corpo ha nell'adolescenza un ruolo centrale. Dice Antonietti (2009): "La velocità con cui l'adolescente consegue una maturità corporea non è equilibrato dal tempo necessario per raggiungere una maturità psichica". Il ragazzo ha una crescita lenta, graduale, armoniosa, quindi è più facile accettare il proprio corpo che, progressivamente, cambia. È più agevole farlo proprio, interiorizzarlo, abituarsi a questo Io diverso, a questo Sé che cresce, si espande e si modifica. Nell'adolescente, a causa dell'improvviso, notevole aumento della massa muscolare e ossea e dello sviluppo considerevole degli organi sessuali primari e secondari, il processo d'accettazione e d'interiorizzazione è più difficile.
"I cambiamenti fisici, corporei e sessuali comportano inoltre l'acquisizione di un'identità di genere che spesso è origine di profonde lacerazioni e ambivalenze difficili da risolvere". L'adolescente spesso si interroga per sapere se è normale o no e cosa pensano gli altri di lui.
L'adolescenza è la fase nella quale l'individuo comincia a subire le modifiche somatiche e psicologiche e a perdere le caratteristiche dell'infanzia. Il pensiero ha maturato le forme logiche, l'egocentrismo infantile è superato. Queste nuove strutture sono però appena abbozzate; ora hanno bisogno di essere consolidate. Ciò avviene nell'arco di tempo che va dai 12 ai 20 anni.
La fragilità somatica e psicologica del soggetto, in questa fase, è evidente e facilmente spiegabile se si tiene conto del lavoro per il consolidamento delle sue strutture fisico-psichiche che in lui si va compiendo.
I ragazzi all'età di circa 12-13 anni possono presentare cambiamenti in gusto, aspetto e carattere.
Lo sviluppo della socialità comincia con il superamento dell'egocentrismo infantile verso i 12/13 anni, ma solo verso i 14 anni il sentimento della socialità orienta il soggetto verso rapporti di parità con gli altri e verso forme ideali di amicizia che non devono più rispondere alla necessità di avere compagni con cui giocare e divertirsi ma amici con cui coltivare ideali o condividere idee.

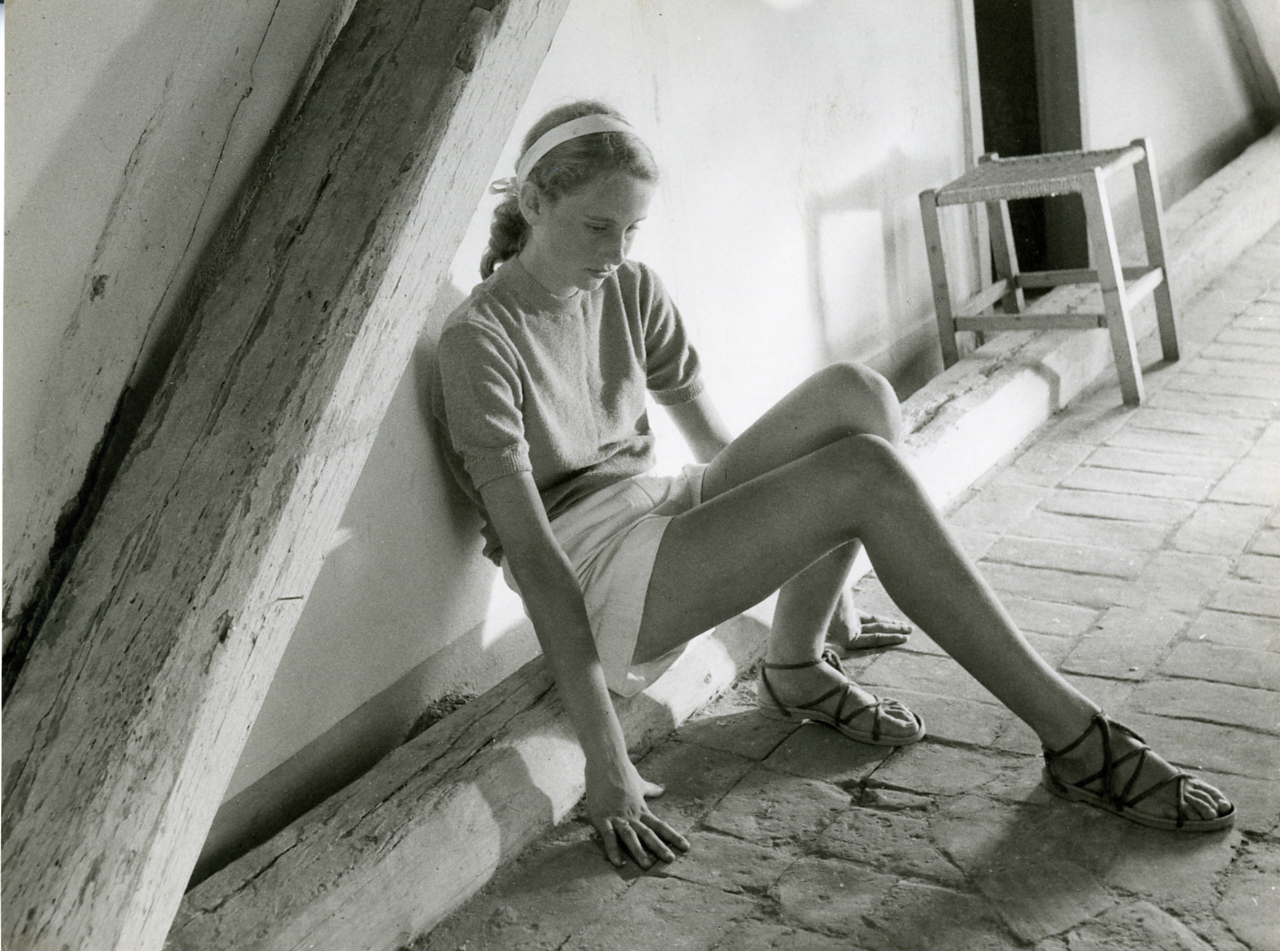
Un'adolescente, fotografia di Paolo Monti

Negli adolescenti vi è la ricerca di maggiore libertà, autonomia ed indipendenza.
Essi avvertono il bisogno di muoversi e di lasciare la casa per conquistare nuovi spazi fisici e psicologici. Questa conquista, che nel bambino era graduale, adesso diventa più veloce.

### Lo sviluppo logico e cognitivo
Lo sviluppo del pensiero dell'adolescente vede emergere notevoli capacità di astrazione logica le quali, a quest'età, raggiungono il massimo livello del pensiero astratto. Tale sviluppo rende il ragazzo o la ragazza sempre più simile agli adulti. Ne deriva che essi talvolta mettono in discussione gli insegnamenti dei genitori e le loro regole.

## Affettività e sessualità
Durante l'adolescenza sono possibili giochi e contatti sessuali con ragazzi e ragazze dello stesso sesso, senza che vi sia una vera omosessualità, la quale invece, presuppone, un costante e forte sentimento emotivo e affettivo nonché una continua interazione e attrazione verso una persona dello stesso sesso.
Per quanto riguarda i comportamenti concreti vi è nella società occidentale, rispetto al passato, una precocità delle relazioni sessuali, (l'età media del primo rapporto sessuale è di 17,6 anni per i maschi e di 18,4 per le femmine), inoltre, rispetto a qualche decennio fa le esperienze sentimentali e sessuali sono più numerose e con un numero maggiore di partner. Viene accettato l'uso della sessualità tra i giovani, anche perché il divario tra l'età della maturità sessuale e quella del matrimonio si è allungato notevolmente. Infatti, mentre la pubertà avviene più precocemente che in passato, l'età di un possibile matrimonio si allontana sempre di più: per motivi scolastici, per la sistemazione economica e lavorativa, per immaturità affettiva, per scarso desiderio di assumersi adeguate responsabilità. La società occidentale tende quindi a trattenere, come fossero adolescenti, ragazze di vent'anni e oltre che, in altre culture e in altri periodi storici, sarebbero state considerate adulte.
I rapporti affettivi tra maschi e femmine, iniziano a scuola e durante il tempo libero. Di solito si passa da un'attrazione generica e misteriosa per tutti i compagni di sesso diverso, a una relazione con qualcuno che suscita emozioni particolari.
Secondo i dati della Fondazione Cariplo le adolescenti che restano incinte in Italia ogni anno sono circa 100.000. Ma oltre la metà di queste gravidanze viene interrotta mediante l'aborto volontario.
Le adolescenti che incorrono in una gravidanza spesso già presentano qualche difficoltà personale e relazionale, con storie di conflitti familiari, trascuratezza affettiva, relazioni instabili con il partner e con gli amici, insuccessi scolastici e problematiche psicologiche comportamentali.
La maternità, quando viene accettata, segna una brusca entrata nel mondo degli adulti. Nelle ragazze adolescenti il legame con il figlio è contemporaneamente la ragione dello sconvolgimento della loro vita, ma anche un punto fermo della loro esistenza. Non sempre si tratta di gravidanze occasionali, a volte si tratta di una scelta deliberata, allo scopo di appagare, attraverso la relazione con il bambino e la formazione di una famiglia propria, dei bisogni rimasti insoddisfatti. Tuttavia la giovane età delle madri rende più complessa la costruzione di una relazione adeguata con il bambino, mentre rischiano l'isolamento sociale e la depressione poiché vanno in crisi il rapporto con i coetanei e quello con le famiglie d'origine. Le madri adolescenti si sentono adulte ma hanno difficoltà a cambiare il loro stile di vita, a seguire i consigli medici e fare delle rinunce. Il rapporto con i coetanei diventa difficile e spesso i padri dei bambini non si assumono alcuna responsabilità. Pertanto devono essere aiutate e supportate dai genitori nel creare un legame positivo con il bambino. In molti casi, specie in Italia, sono i genitori della ragazza ad occuparsi del bambino, mentre la figlia continua a fare la ragazzina.
Il costituirsi di un legame affettivo implica una ridefinizione del proprio essere nel gruppo degli amici. A volte il gruppo può ostacolare la ricerca di spazi di intimità e quindi può vivere la relazione di uno dei suoi membri come un tradimento o un abbandono. In altri casi la coppia che si è formata rimane inglobata nel gruppo e non modifica le relazioni preesistenti, per cui la relazione che si verrà a creare tra i genitori adolescenti e il loro figlio sarà incompleta. È frequente nella giovane madre la depressione post-partum, con diminuzione dell'autostima. Molte ragazze faticano a far fronte alle sfide della genitorialità, poiché possiedono una scarsa e irrealistica conoscenza delle pratiche di accudimento. Tuttavia un terzo delle madri, se ben supportate, hanno uno sviluppo normativo e mantengono buone capacità di accudimento.

## I rapporti sociali

### Il rapporto con gli adulti e familiari
L'adolescente reclama con vigore la propria autonomia e individualità ma resta profondamente dipendente dal contesto familiare nel quale vive.
Inoltre gli adolescenti, per la prima volta, vedono la possibilità di prendere decisioni sul proprio destino, pertanto costringono gli adulti a una revisione di ciò che nel recente passato scandiva le regole educative. Da ciò derivano i frequenti conflitti familiari.
Per Lidz è normale e naturale che talvolta l'adolescente e la sua famiglia siano in conflitto, poiché ciò permetterà loro di staccarsi dai suoi genitori per intraprendere una vita autonoma.

### Il rapporto con i coetanei

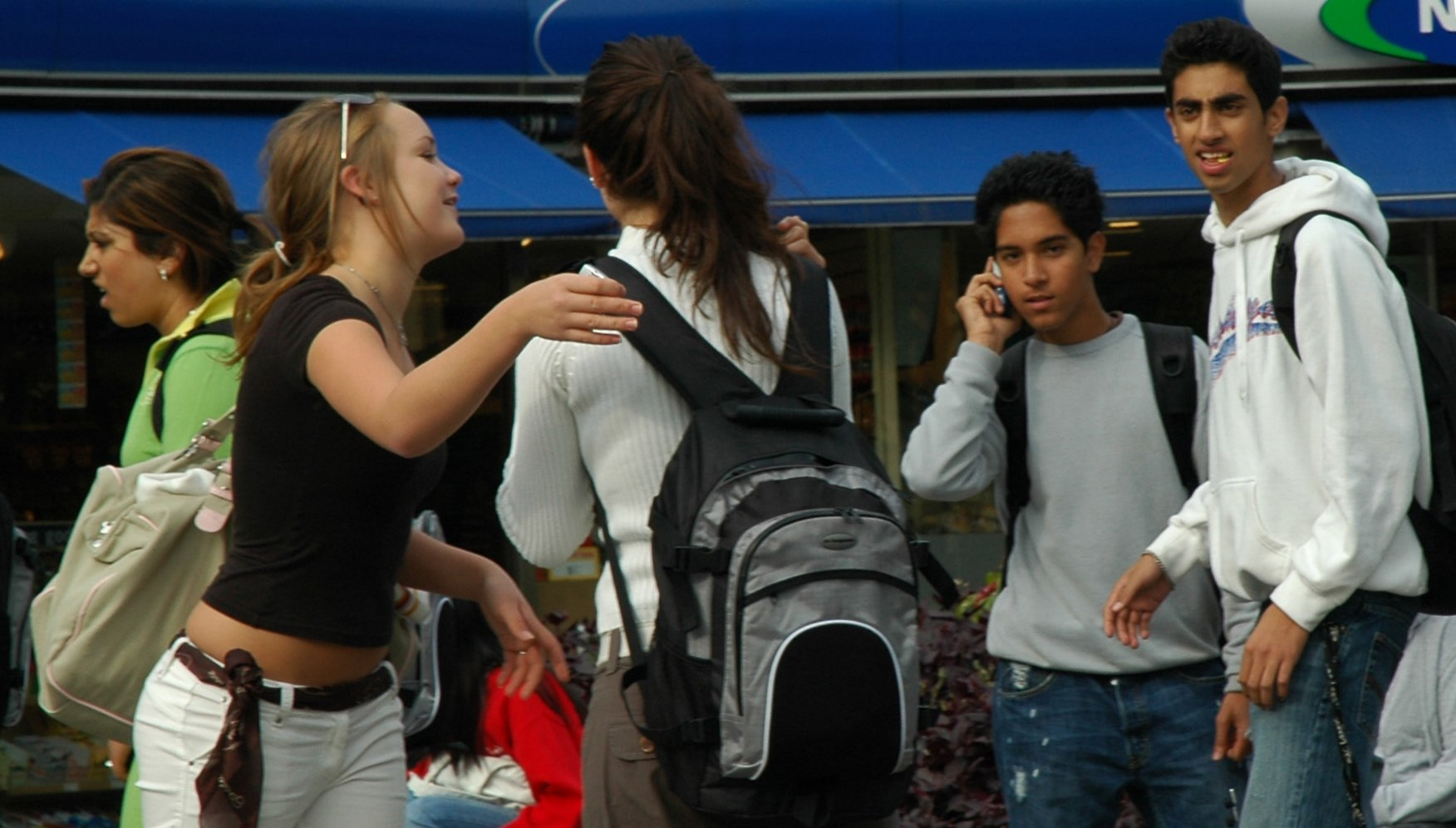
Un gruppo di adolescenti fotografati ad Oslo

L'amicizia è uno dei sentimenti più importanti e più vissuti dall'adolescente. Vi è una ricerca intensa d'amicizia con lo stesso sesso, prima che con l'altro sesso, soprattutto nella prima adolescenza.

Le qualità e le caratteristiche dei coetanei vengono il più delle volte esaltate e assumono delle valenze straordinarie, per cui l'adolescente sente il bisogno di vivere spesso ed intensamente con questi. Pertanto mentre le regole dei genitori sono contestate o rifiutate le regole dei coetanei sono accettate senza molta difficoltà (Bonino).
Dicono Giorgio e Calandra: "Il gruppo degli adolescenti funziona come un traghetto che aiuta il ragazzo o la ragazza ad affrontare la transizione fra il territorio originale dell'infanzia, dove ha vissuto fino ad allora, e dove ha lasciato le proprie certezze, e il mare aperto dell'adolescenza".
Nella sua evoluzione positiva ed emancipante, il gruppo dei pari aiuta a crescere, a maturare, a diventare grandi. Il gruppo crea coesione, alleanze, condivisione, garantisce protezione e riconoscimenti.
Nella sua evoluzione negativa invece il gruppo può potenziare il malessere del ragazzo e spingerlo ad effettuare atteggiamenti violenti, aggressivi, distruttivi.

### Uso del tempo libero
Nel XXI secolo, da parte dell'adolescente l'interazione con la tecnologia è notevole e riguarda sia la dimensione relazionale che quella comunicativa. L'attuale generazione viene definita "generazione digitale" proprio per quest'uso massiccio e frequente di molti strumenti tecnologici: un adolescente su due controlla ossessivamente i social media sul proprio smartphone anche di notte; uno su dieci lo fa almeno dieci volte per notte, senza che i genitori se ne accorgano. Inoltre gli adolescenti e i preadolescenti sono tra i maggiori fruitori dei video-giochi.
A causa di quest'uso eccessivo, il luogo digitale talvolta diventa più importante del luogo reale.  A volte ciò può comportare un'attenzione molto scarsa alla lettura, alla riflessione e alle attività didattiche, nel mentre aumentano i sintomi del disagio giovanile, la malinconia, i sintomi ansiosi e la chiusura.
Per fortuna ci sono anche tanti adolescenti che, aggregandosi in gruppo, utilizzano il loro tempo libero per cause che hanno pienamente sposato. Questi adolescenti diventano portatori e propugnatori di nuovi interessi culturali, filosofici, sociali e talvolta anche religiosi, o fanno proprie le idee e gli ideali, spesso estremi, di qualche leader politico o religioso. In questi casi essi diventano una fucina di cambiamento, di pensieri e d'interessi. Quando le aggregazioni giovanili sono finalizzate ad una strutturazione sana del tempo libero, diventano una risorsa preziosa per la società e per gli stessi giovani.

## La conoscenza dell'adolescenza

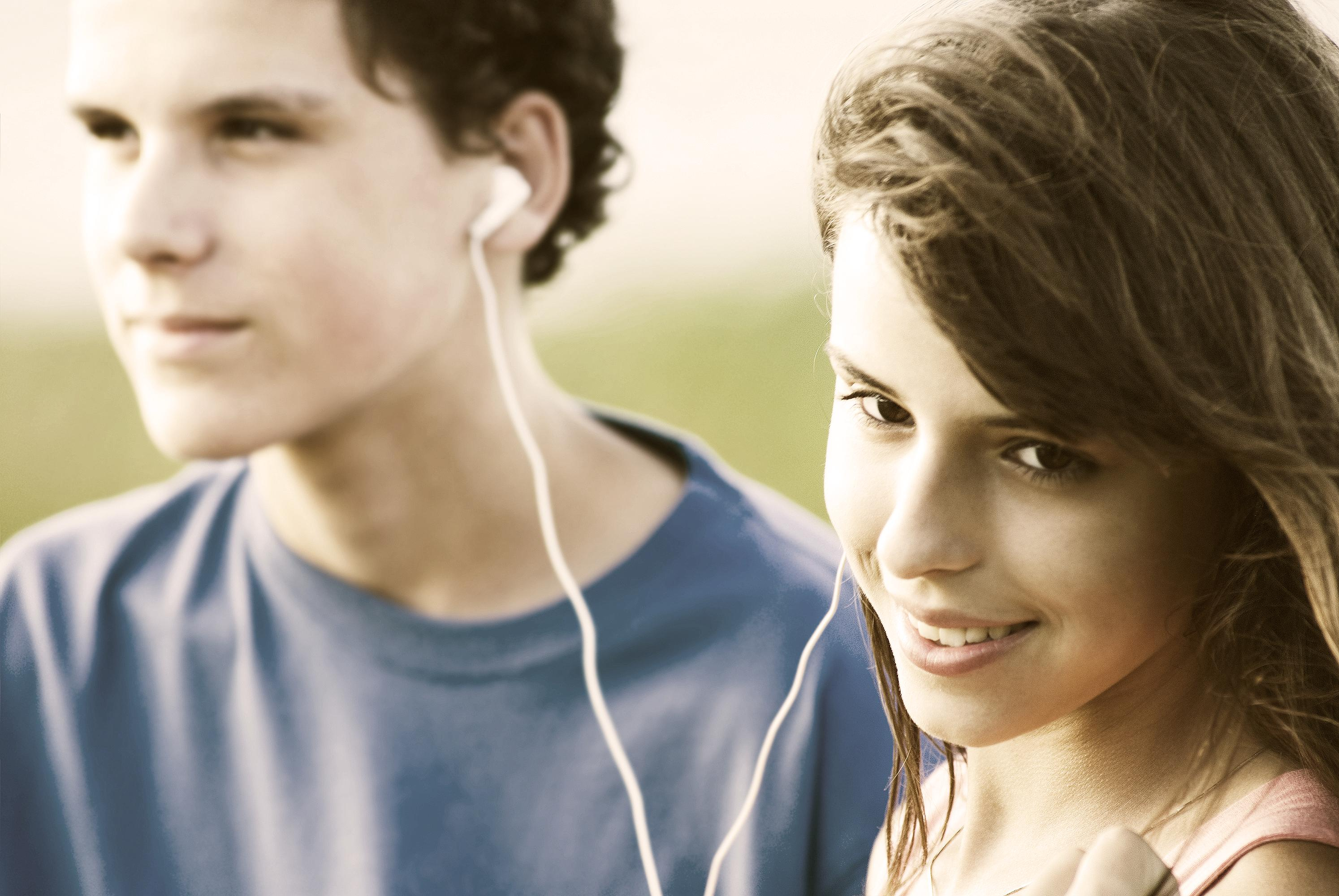
Adolescenti

La figura dell'adolescente, come persona in una prolungata fase di transizione problematica, non viene considerata dalla maggior parte delle società tradizionali. In esse spesso il passaggio avviene dalla fase della vita "bambino" alla fase "adulto" viene (veniva) gestito da appositi riti di passaggio, che rappresentano in chiave simbolica l'allontanamento dallo stato precedente, l'attraversamento di una soglia liminale, e la reintegrazione nella società con un diverso stato.
Anche nelle società "occidentali" fino all'Ottocento si veniva considerati bambini fino all'età in cui non ci si poteva dedicare alle attività che la propria classe sociale prevedeva. Le rappresentazioni artistiche, letterarie o figurative, di "giovani uomini o donne", anche di 10 o 12 anni, mostrano come venissero caratterizzati come "piccoli adulti", vestiti come i genitori, intenti nelle stesse attività. Questo sia negli strati sociali più poveri, dove l'inizio del lavoro poteva essere anche a 6-7 anni, così come tra le élite, dove si poteva essere re o professori universitari anche a 12-14 anni.
Verso la fine del XIX secolo, nelle società europee, in particolare in Germania, Inghilterra e Francia, i profondi mutamenti sociali ed economici fecero sì che un grande numero di ragazzi giungessero a trovarsi in una condizione di vita fino ad allora non presente sociologicamente. In particolare, nel mondo borghese l'aumentata importanza dell'istruzione fino ad avanzata età, la proliferazione di college e scuole superiori, i lunghi periodi di apprendistato non produttivi necessari alla formazione nelle scienze più avanzate, crearono l'adolescenza come etichetta sociale prima non necessaria. Parallelamente, la diffusione di istituzioni e associazioni giovanili, come lo scautismo, le società segrete giovanili o il movimento giovanile tedesco (Wandervogel), così come il fiorire della letteratura sulla e per l'adolescenza, risposero alla necessità di creazione d'identità in questa nuova fase della vita.

## Rischi psicologici
L'aumento numerico dei casi di depressione, registrato tra la fine del XX secolo e l'inizio del XXI, non ha risparmiato gli adolescenti.
È uno stato che prende il posto di un normale processo di crescita e può arrivare ad ostacolare seriamente il futuro del giovane soggetto.